# Coalition de la côte Est pour la tolérance et la non-discrimination
La Coalition de la côte Est pour la tolérance et la non-discrimination (ECC) est une organisation caritative non partisane qui se consacre à la promotion de l'inclusion sociale et de l'équité pour les minorités marginalisées. L'organisation est basée dans la ville de New York, regroupant plus de 3000 membres de 15 universités,.

## Projets et impact

### Initiative de défense des minorités
En mars 2020, l'ECC a lancé l' initiative de défense des minorités pour aider les minorités vulnérables pendant de la pandémie de COVID-19 . ECC s'est associé à Asia Society, une institution Rockefeller, pour organiser le forum "Stand Against Racism in the Time of COVID" qui présente le maire de Los Angeles Eric Garcetti, le membre du Congrès Ted Lieu, CNN accueille Van Jones et Lisa Ling, le chanteur renommé Wang Leehom, acteur Tzi Ma et le président de l'ECC Bincheng Mao,. Le mois suivant, ECC a été nommé récipiendaire de la NYU Social Impact Grant et du Annual Global Service Award pour la création d'un réseau mondial au service des personnes vulnérables.

### Campagne des droits civiques: abroger 50-a
En juin 2020, dans un effort pour lutter contre la brutalité policière et le racisme systémique révélés dans le meurtre de George Floyd, l'ECC a lancé la campagne Abroger 50-a dans le but de promouvoir la transparence et la responsabilité de la police dans l'État de New York. Cette campagne de pression publique était consacrée à l'abrogation de la section 50-a de la loi de l'État de New York, qui "garde secrète la faute policière" mobilisant les membres de l'ECC pour faire plus de 4 000 appels téléphoniques, courriels et lettres aux législateurs de l'État de New York. Le 12 juillet 2020, New York a abrogé l'article 50-a lors d'un vote historique.
Cette pression publique a mobilisé près de 3 000 membres de l'ECC pour plaider en faveur de l'abrogation de l'article 50-a de la loi de l'État de New York, qui était l'une des lois sur le secret politique les plus strictes aux États-Unis en « gardant le secret sur l'inconduite de la police ».
Le gouverneur Andrew Cuomo a signe et a qualifié cette loi de « chef de file de la nation ». La campagne Abrogation 50-a d' ECC a été présentée en première page du magazine officiel de l'Université de New York.

### Accès équitable aux soins de santé pour les minorités
Pendant la pandémie COVID-19, ECC a lancé WeCare: Equitable Health Care Access for Minorities, qui a mobilisé un réseau de 3000 bénévoles pour aider les minorités défavorisées ayant des barrières linguistiques à rechercher des soins médicaux. Ce projet est sélectionné par la Fondation Clinton comme l'un de ses 38 lauréats mondiaux du COVID-19 Action Fund. Equitable Health Care Access for Minorities a traduit les informations sur les tests et le traitement du COVID-19 en 6 langues, dont l'arabe, le japonais et le mandarin, pour les minorités ayant des barrières anglaises à New York, au Connecticut, en Floride et dans l'Illinois. Au 1er décembre 2020, les informations traduites et publiées par ECC avaient reçu plus de 520 000 vues.

### Plaidoyer législatif: inclusion des enfants des minorités dans les écoles publiques
Le 29 février 2020, l'ECC, représentée par son fondateur Bincheng Mao, a témoigné devant le Forum annuel sur le budget du Sénat de l'État de New York pour plaider en faveur d'un financement accru du Bureau des droits civils et de la création d'initiatives qui diversifient davantage la profession enseignante pour mieux servir le besoins des enfants des minorités dans les écoles publiques.
Le témoignage d'ECC, publié par le Sénat de l'État de New York, a illustré l'impact positif sur les performances des élèves lorsque les enseignants partagent les origines ethniques et culturelles de leurs élèves et a également noté, actuellement, «plus de 80% des enseignants des écoles publiques étaient blancs» tandis que "plus de 57% des étudiants étaient des personnes de couleur." Il a également illustré la justification de l'augmentation du financement du Bureau des droits civils pour soutenir une meilleure application des lois qui protègent les individus contre la discrimination « sur la base de la race, du sexe, de l'origine nationale, de la religion, de l'orientation sexuelle, des capacités différentes ».
Les membres de l'ECC ont par la suite rencontré le sénateur Brad Hoylman, président du Comité judiciaire du Sénat, pour discuter davantage des initiatives d'inclusion des minorités pour les enfants des écoles publiques.

### Magazine d'Inclusion Advocate
La Coalition de la côte Est pour la tolérance et la non-discrimination a lancé Inclusion Advocate, une publication mensuelle consacrée à élever la voix des marginalisés et à sensibiliser à l'égalité et à la justice pour les minorités. Il présente des articles d'opinion qui proposent des analyses approfondies des problèmes sociaux liés à l' inclusion des minorités et à l'équité dans la société. À la fin de 2020, le nombre total de vues d'articles publiés sur Inclusion Advocate a atteint 1 million.